# Munizip Darna
Darna, arabisch درنة, DMG Darna, ist ein Munizip im Nordosten Libyens. Es liegt in der historischen Region Cyrenaica. Hauptstadt ist die gleichnamige Stadt Darna.

## Geographie
Im Norden besitzt das Munizip Darna eine Küstenlinie zum Mittelmeer. Auf dem Land grenzt es:
- im Osten an das Munizip al-Butnan
- im Westen an das Munizip al-Dschabal al-Achdar
- im Süden an das Munizip al-Wahat

## Geschichte
Bis 2007 bestand das Munizip im Wesentlichen aus der Stadt Darna und ihrem Umland, ehe es mit dem Munizip al-Quba zum neuen Munizip Darna vereinigt wurde. 2003 umfasste das kleinere Munizip 81.174 Menschen und 4.908 km². Im Norden grenzte das ehemalige Munizip an das Mittelmeer, landseitig grenzte es an die Munizipien al-Quba und al-Butnan im Südosten. 

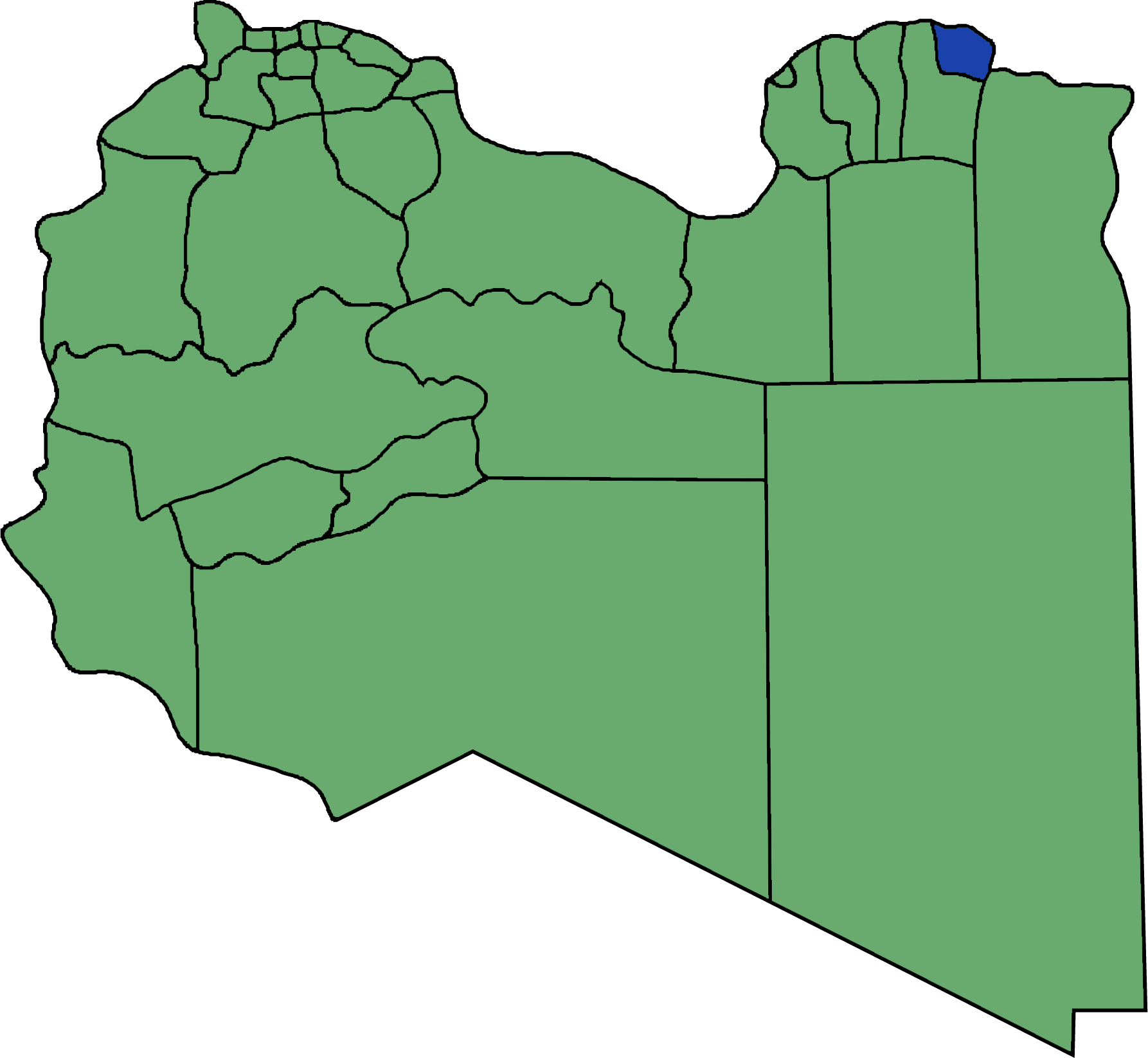
Munizip Darnah bis 2007
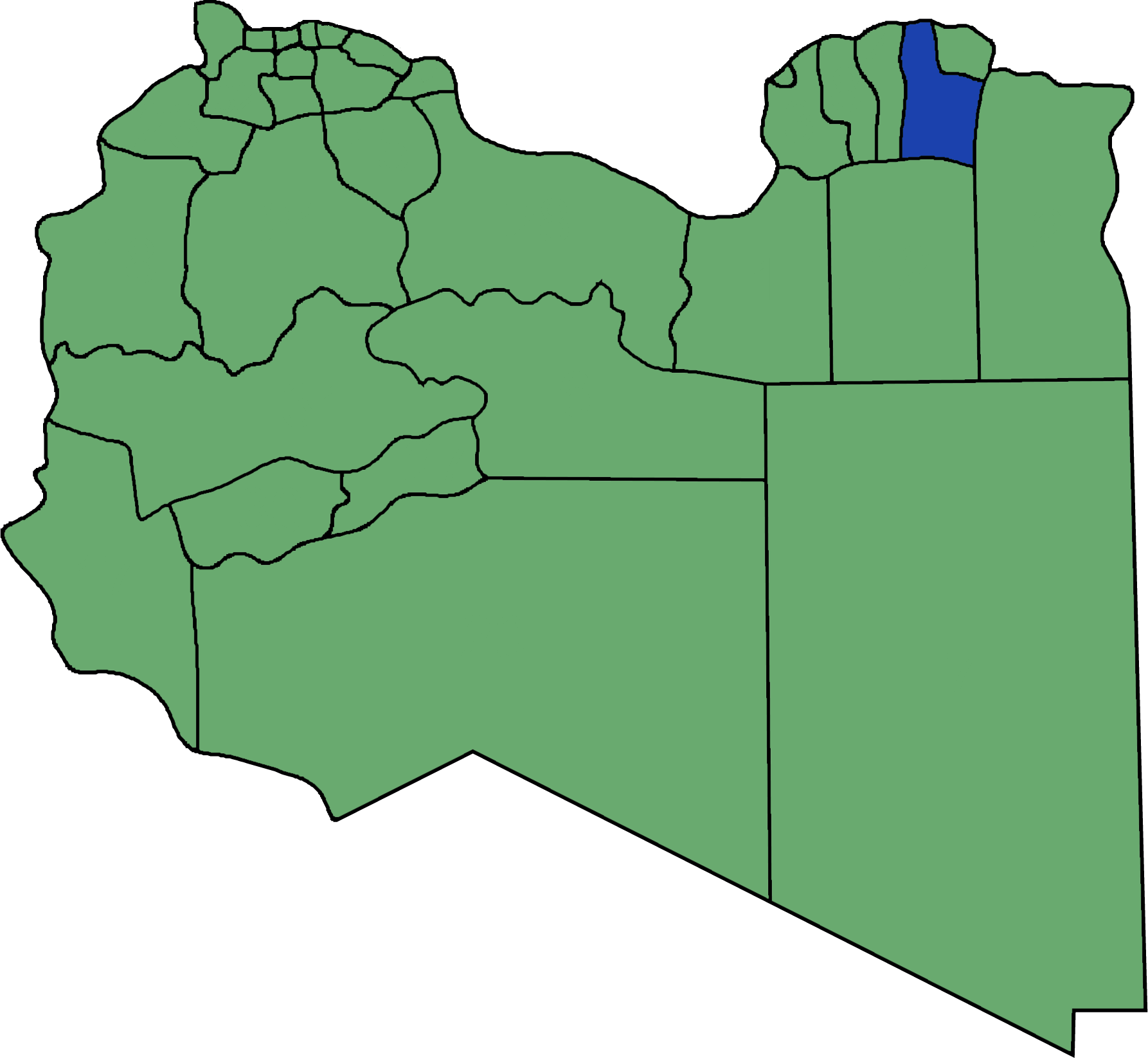
Munizip al-Quba bis 2007